# Округ Холмс (Мисисипи)
Округ Холмс (енгл. Holmes County) је округ у америчкој савезној држави Мисисипи.

## Демографија
По попису из 2010. године број становника је 19.198, што је 2.411 (-11,2%) становника мање него 2000. године.
| Група             | 2000.          | 2010.          |
| Белци             | 4.395 (20,3%)  | 2.993 (15,6%)  |
| Афроамериканци    | 16.997 (78,7%) | 16.018 (83,4%) |
| Азијати           | 33 (0,2%)      | 30 (0,2%)      |
| Хиспаноамериканци | 194 (0,9%)     | 134 (0,7%)     |
| Укупно            | 21.609         | 19.198         |